# Simon Goodlife

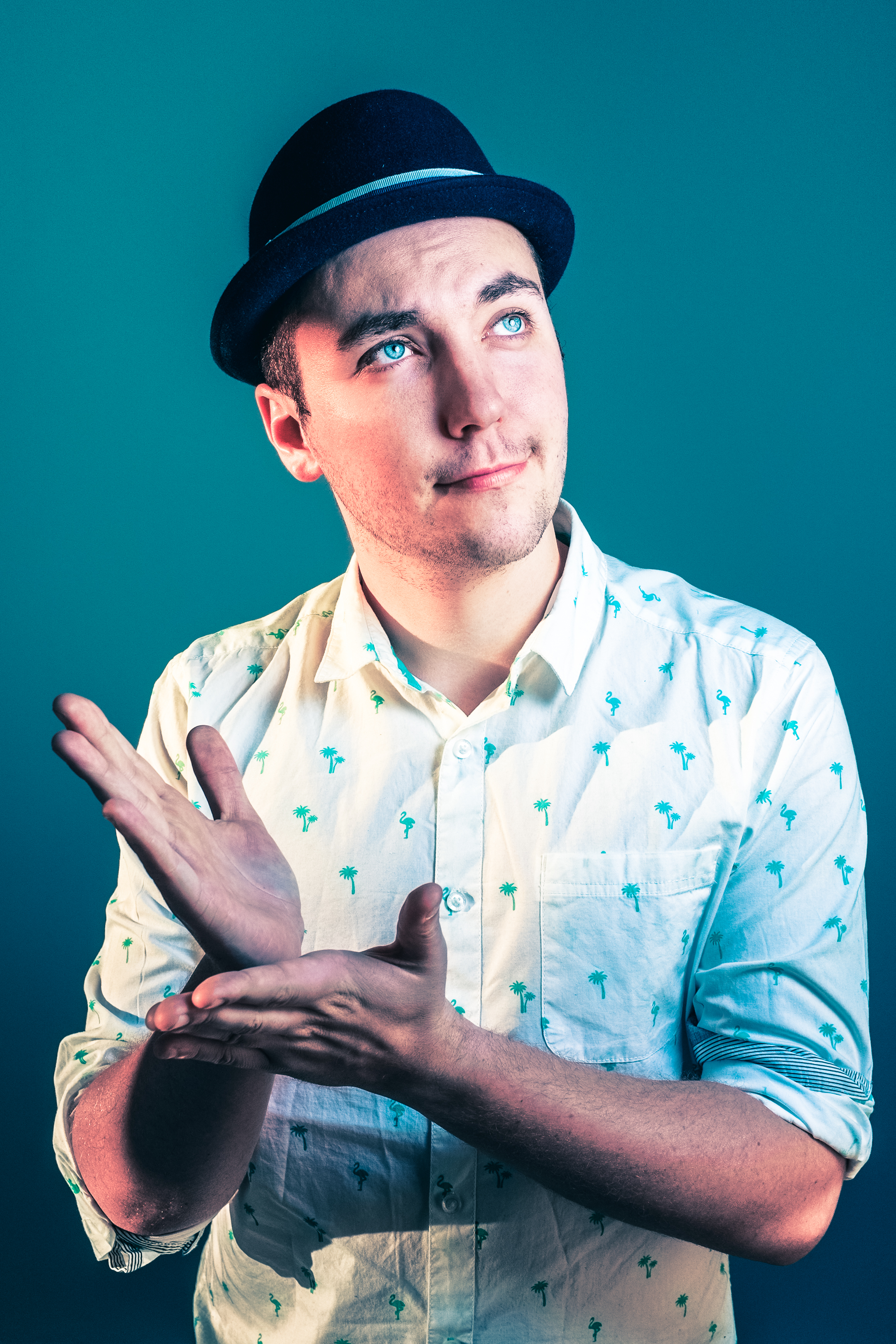
Simon Goodlife (2016)

Simon Wohlleb (* 7. November 1991 in Memmingen; Künstlername: Simon Goodlife) ist ein deutscher Musiker und Entertainer.

## Leben
Seinen ersten Soloauftritt absolvierte Wohlleb 2012 während eines längeren Aufenthalts in New York im dortigen SideWalk Cafe. Anfang Dezember 2014 erschien die erste Single „Irgendwann“, die auch auf dem darauffolgenden Album „Sehnsucht nach mehr“ vom Mai 2015 enthalten ist. Letzteres bietet zudem ein Duett mit dem ehemaligen Megaherz-Sänger Mathias Elsholz, den Wohlleb während der Arbeit am Album kennengelernt hatte. 2016 schrieben Wohlleb und sein Gitarrist Christopher Furtner den Song „Riolympia“ für die deutsche Delegation der Olympischen Spiele 2016.
Wohlleb lebt in München.

## Diskografie
Alben
- 2015: Sehnsucht nach mehr (recordJet)

EPs
- 2016: Riolympia (recordJet)

Singles
- 2014: Irgendwann (recordJet)
- 2017: Perfekt, Defekt (recordJet)

weitere Veröffentlichungen als Produzent und Musiker (Künstlername: Goodvibe)
- 2017: entspanntSEIN – Ziele erreichen wie die Besten (Konzentration, Fokus & Klarheit) (Sony Music)
- 2017: entspanntSEIN – Trance-Reisen die gut tun (Powernapping, Blutdruck und Puls senken, Selbstheilungskräfte aktivieren) (Sony Music Entertainment|Sony Music)